# Bruniales
Classification APG II (2003)
Classification APG III (2009)
Ordre
Bruniales est un ordre végétal introduit par le Angiosperm Phylogeny Website et contentant les familles Bruniaceae et Columelliaceae.
Sa validité a été confirmée par la classification phylogénétique APG III (2009).
Ces familles étaient placées par la classification phylogénétique APG II (2003) directement sous le clade Campanulidées, c'est-à-dire sans ordre.
En classification phylogénétique APG III (2009), son contenu est :
- Bruniales Dumort. (1829)
- : famille Bruniaceae R.Br. ex DC. (1825)
- : famille Columelliaceae D.Don (1828) (incluant Desfontainiaceae Endl.)